# 3DBenchy

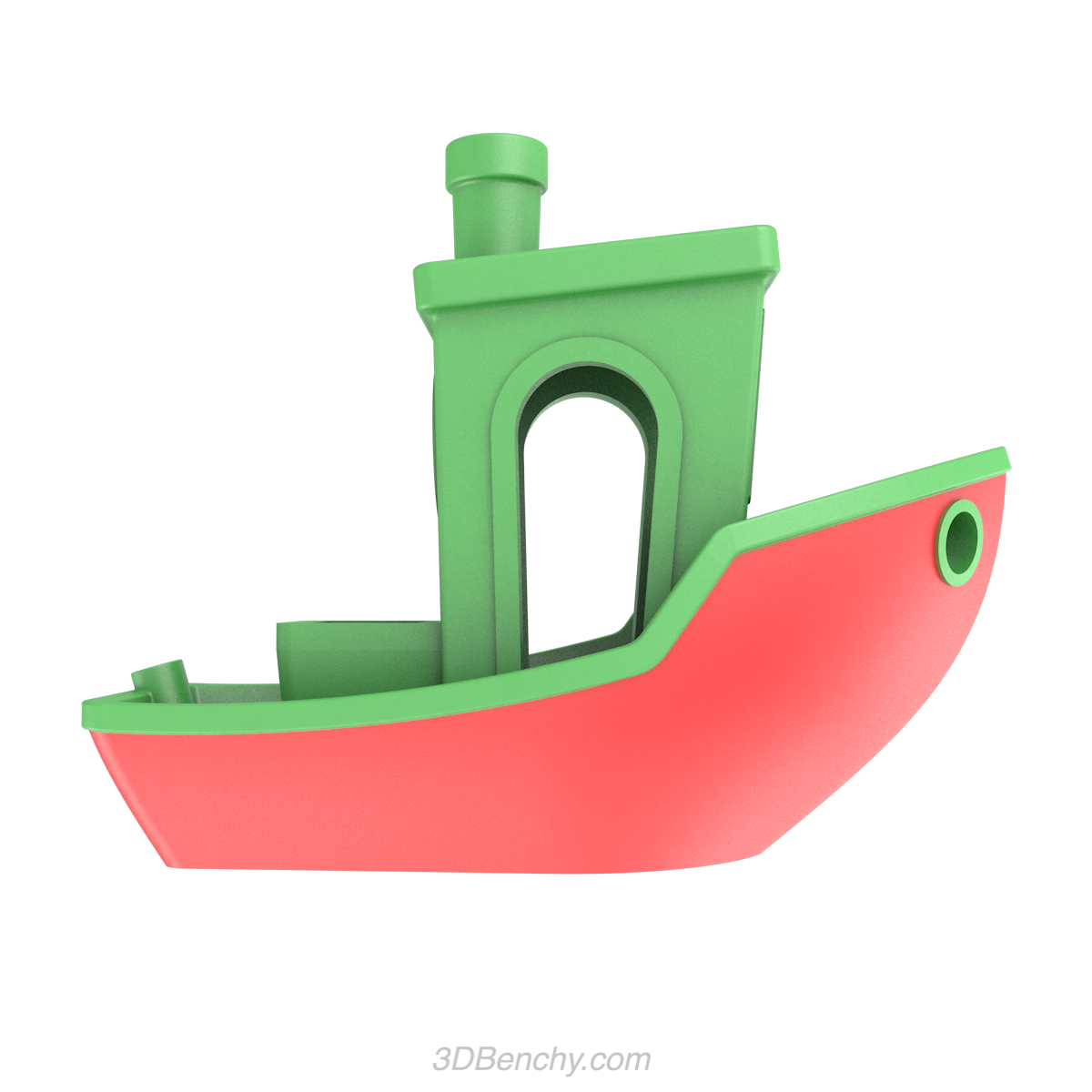
Dvoubarevný model 3DBenchy

3DBenchy je 3D model speciálně navržený pro testování přesnosti a schopností 3D tiskáren. Model byl představen v dubnu 2015, přičemž v červenci 2015 byl uveden model s více částmi.

## Použití
Model 3DBenchy se často používá k testování a srovnávání 3D tiskáren, když jsou hodnoceny, protože obsahuje řadu obtížně tisknutelných funkcí včetně: symetrie, převislé zakřivené plochy, hladké plochy, rovinné vodorovné plochy, velkých, malých a šikmých otvorů, povrchů s nízkým sklonem, detailů první vrstvy a drobných detailů povrchu.
Model 3DBenchy je navržen tak, aby byl měřen od konkrétních bodů k zajištění přesného tisku, včetně rozměrové přesnosti, deformace, odchylek a tolerancí a má relativně krátkou dobu tisku, přibližně 1 hodinu. Multimateriální model 3DBenchy je vytvořen pro 3D tiskárny schopné tisku ve více materiálech nebo barvách, model se skládá ze 17 samostatných souborů, z nichž každý může mít různá nastavení.
3DBenchy je volně ke stažení pod licencí licence Creative Commons BY-SA, což znamená, že ho může kdokoli sdílet a měnit.

## Galerie

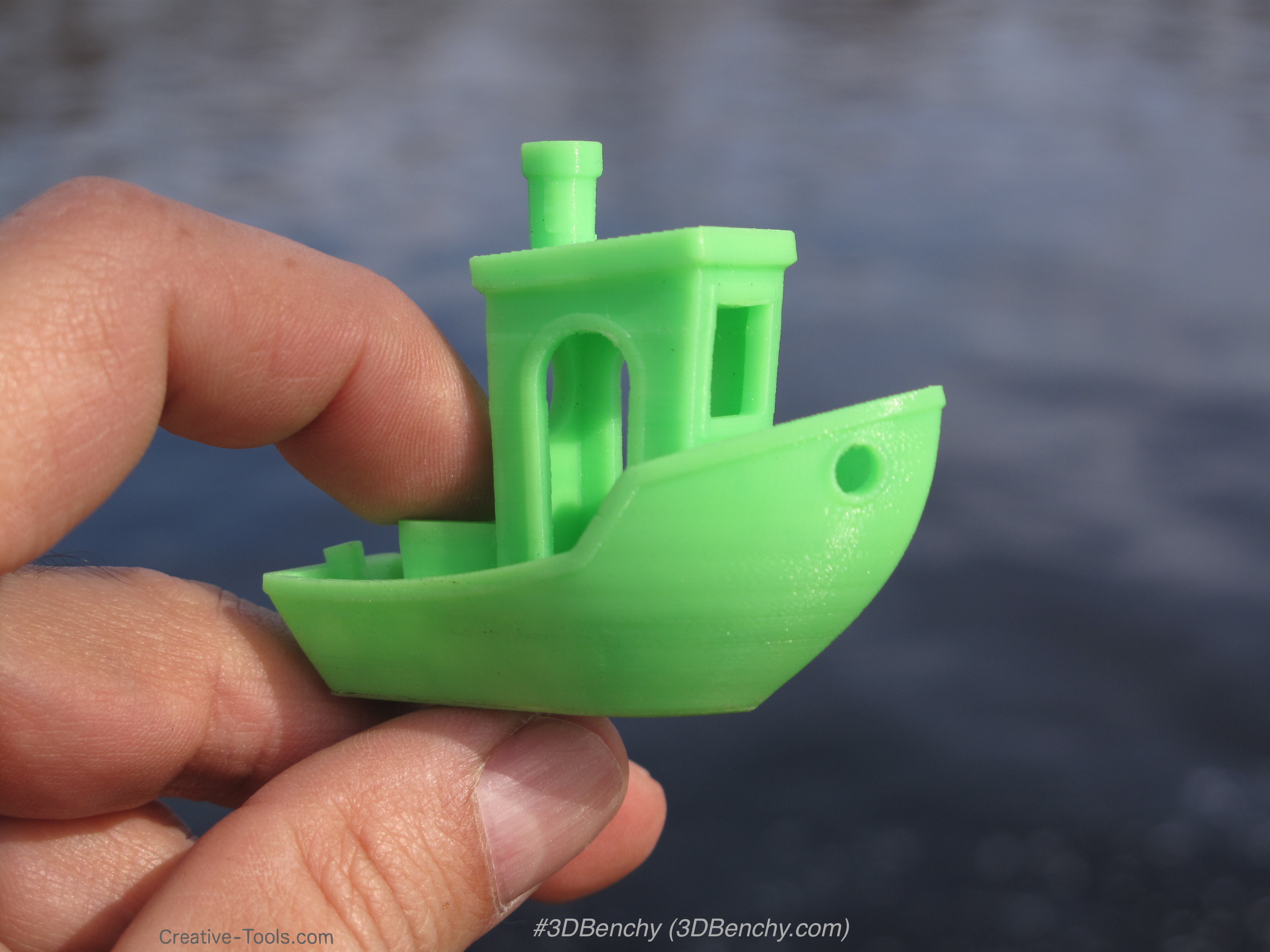
3DBenchy vytištěná na 3D tiskárně
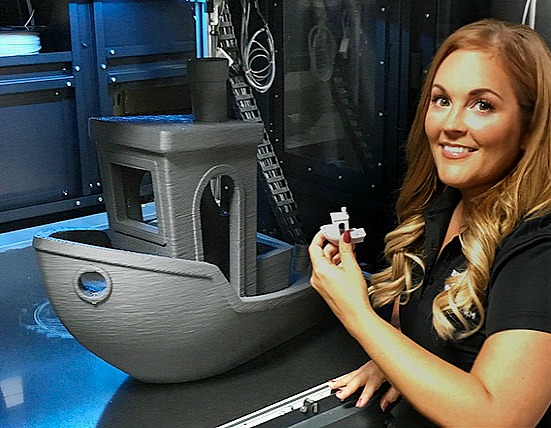
Extra velká (60 cm x 31 cm x 48 cm) 3DBenchy, vytištěná z PLA, vyrobená na velkoformátové tiskárně FDM.
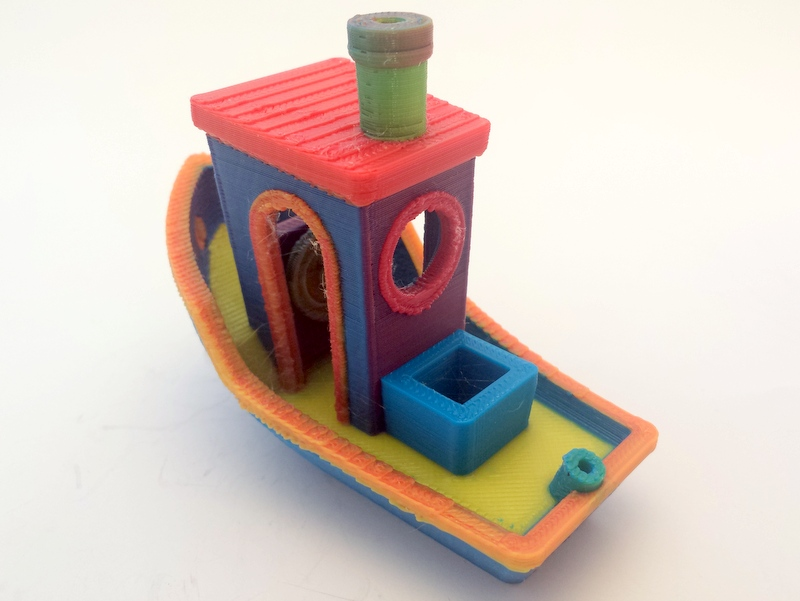
Multimateriální 3DBenchy vytvořená na tiskárně Prusa i3
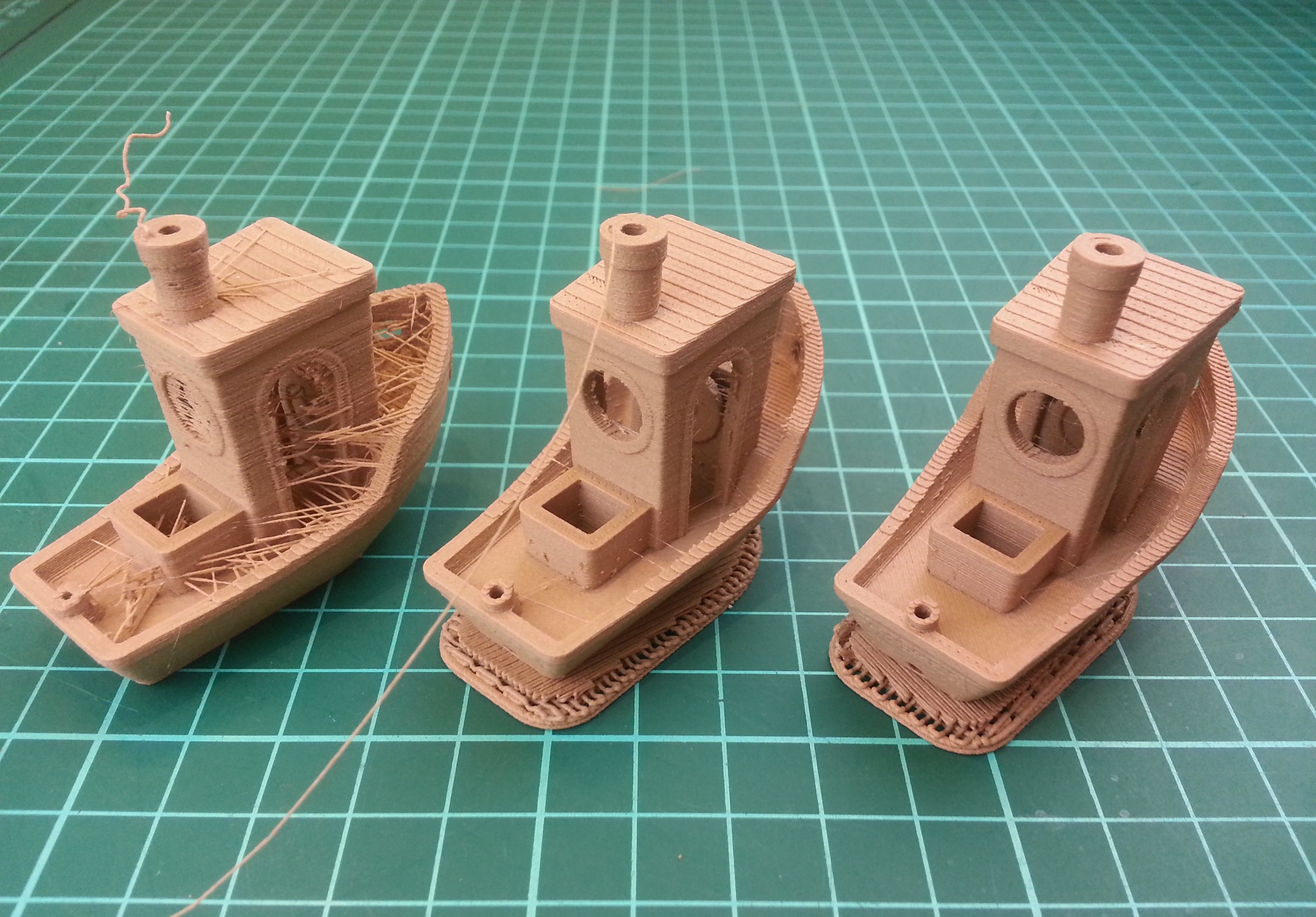
Modely 3DBenchy ukazující různé chyby způsobené nesprávnou kalibrací
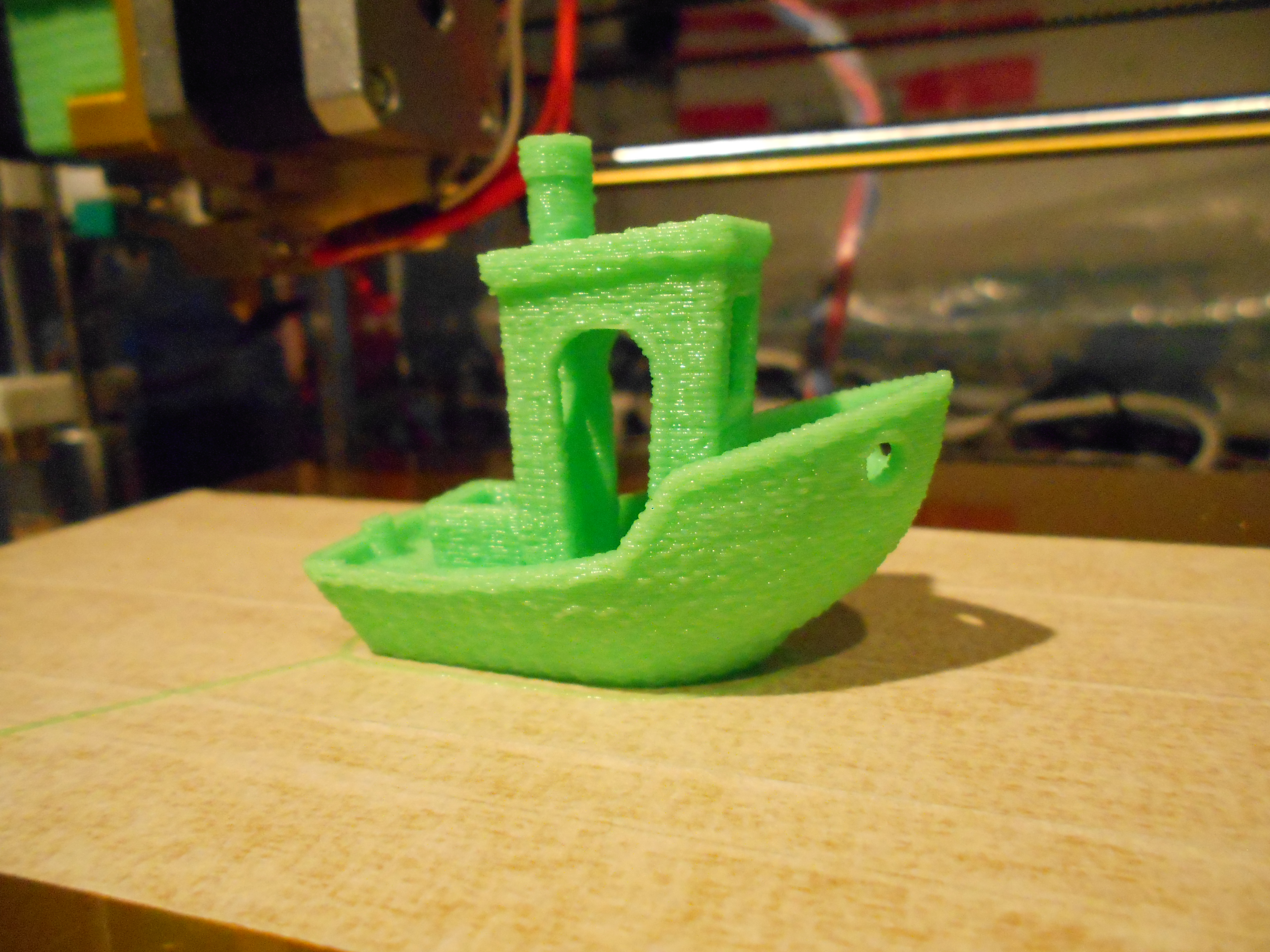
3DBenchy na špatně zkalibrované tiskárně